# بروس الكسندر مكدونالد
بروس الكسندر مكدونالد (بالإنجليزية: Bruce Alexander McDonald)‏ هو عسكري أسترالي، ولد في 23 مارس 1925 في غيلونغ في أستراليا، وتوفي في 23 مارس 1993 في بريزبان في أستراليا.